# Christina Aus der Au

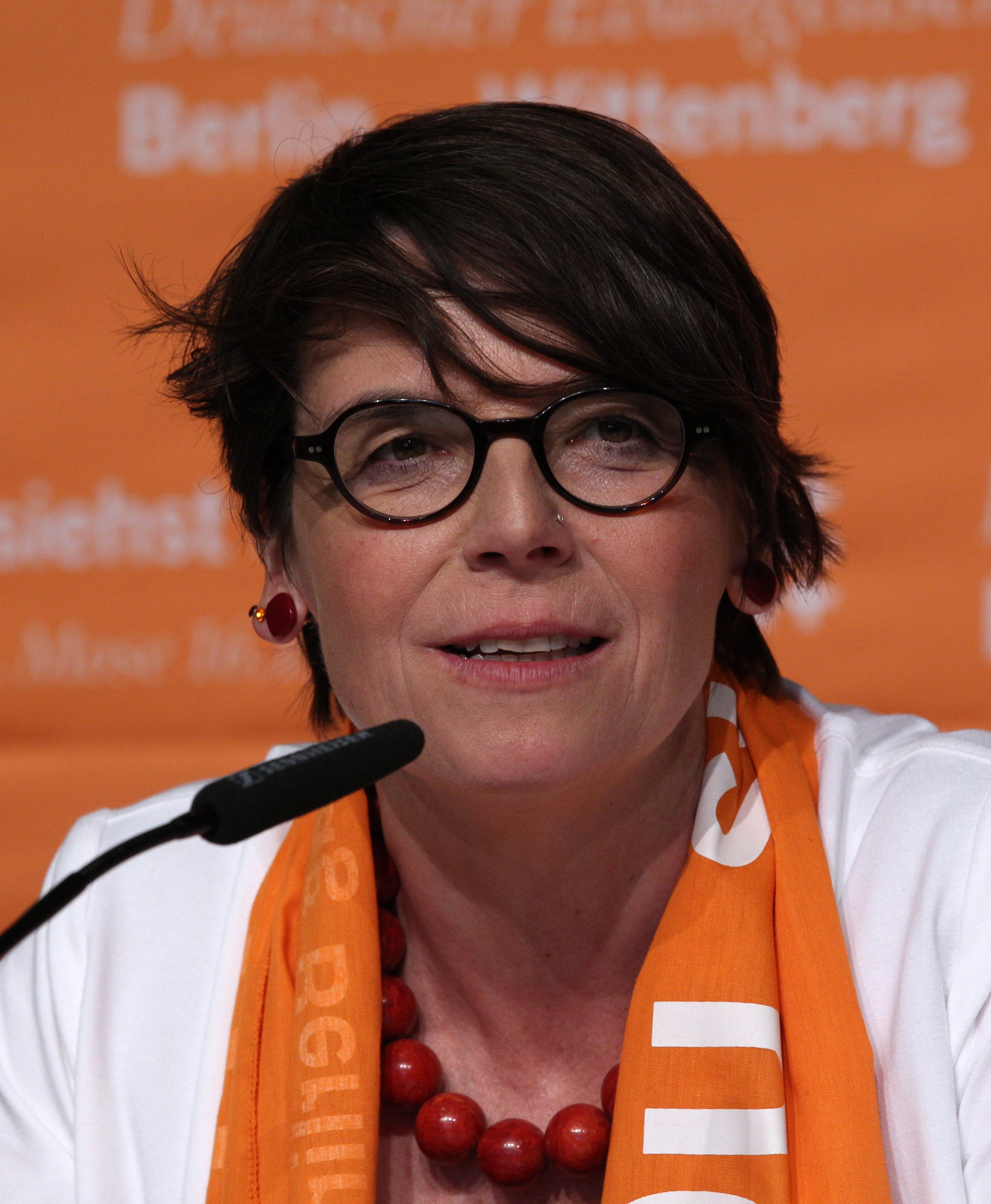
Christina Aus der Au am Deutschen Evangelischen Kirchentag 2017 in Berlin

Christina Aus der Au Heymann (* 1966 in Luzern) ist eine Schweizer evangelisch-reformierte Theologin und Philosophin.

## Leben
Christina Aus der Au wuchs in Märstetten im Kanton Thurgau auf. Von 1987 bis 1989 studierte sie Philosophie und Rhetorik an der Universität Tübingen und machte 1992 ihren Magister. Von 1992 bis 1995 studierte sie evangelische Theologie an der Universität Zürich. 1995 legte sie die Konkordatsprüfungen in Theologie ab. Von 1996 bis 1998 war sie Assistentin bei Bernhard Schmid am Institut für Umweltwissenschaften an der Universität Zürich. Von 1998 bis 2002 folgte eine weitere Assistenz bei Johannes Fischer am Institut für Sozialethik an der Universität Zürich. Von 1999 bis 2002 war sie Tutorin am MAS-Studiengang in Angewandter Ethik. 2002 promovierte sie in Theologie über Umweltethik an der Universität Zürich. Im selben Jahr wechselte sie an die Universität Basel, wo sie bis 2009 Assistentin beim Dogmatiker Reinhold Bernhardt war. 2006–2007 erhielt sie ein Förderstipendiat der Universität Basel und war Visiting Research Associate am Ian Ramsey Center in Oxford. 
2008 habilitierte sie sich mit dem Thema Menschenbild in den Neurowissenschaften. 2009 hatte sie eine Gastprofessur am Lehrstuhl für Systematische Theologie und Ethik an der Friedrich-Alexander-Universität Erlangen-Nürnberg inne. Ab demselben Jahr war sie Dozentin für Medizinethik an der Medizinischen Fakultät der Universität Fribourg und Privatdozentin für Systematische Theologie an der Universität Basel. 2010 wurde sie theologische Geschäftsführerin am Zentrum für Kirchenentwicklung an der Universität Zürich.
2013 wurde Aus der Au zusammen mit Frank-Walter Steinmeier und Andreas Barner in den dreiköpfigen Vorstand des Präsidiums des Deutschen Evangelischen Kirchentags gewählt. Zusammen mit Andreas Barner, Hans Leyendecker und Bettina Limperg gehört Christina Aus der Au auch dem vierköpfigen Vorstand des Präsidiums im Zeitraum 2015–2021 an. Zum 500. Jubiläumsjahr der Reformation 2017 war sie für den 36. Deutschen Evangelischen Kirchentag in Wittenberg und Berlin sowie für die Kirchentage auf dem Weg in Leipzig, Magdeburg, Erfurt, Jena/Weimar, Dessau-Roßlau und Halle/Eisleben als Präsidentin verantwortlich. Sie ist Mitglied im Vorstand der European Christian Convention.
Aus der Au ist verheiratet, hat eine Tochter und wohnt in Frauenfeld.

## Veröffentlichungen

### Monographien
- Achtsam wahrnehmen. Eine theologische Umweltethik. Neukirchener Verlagsgesellschaft, Neukirchen-Vluyn 2003, ISBN 3-7887-2012-3.
- Im Horizont der Anrede. Das theologische Menschenbild und seine Herausforderung durch die Neurowissenschaften. Vandenhoeck & Ruprecht, Göttingen 2011, ISBN 978-3-525-57019-7.

### Herausgeberschaften
- Menschsein denken. Anthropologien in theologischen Perspektiven. Neukirchener Verlagsgesellschaft, Neukirchen-Vluyn 2005, ISBN 3-7887-2101-4.
- Mit David Plüss: Körper – Kulte. Wahrnehmungen von Leiblichkeit in Theologie, Religions- und Kulturwissenschaften. Theologischer Verlag Zürich (TVZ), Zürich 2007, ISBN 978-3-290-17424-8.
- Körper – Leib – Seele – Geist. Schlüsselbegriffe einer aktuellen Debatte. TVZ, Zürich 2008, ISBN 978-3-290-17488-0.
- Mit Ralph Kunz, Thomas Schlag, Hans Strub: Urbanität und Oeffentlichkeit. Kirche im Spannungsfeld gesellschaftlicher Dynamiken. TVZ, Zürich 2013, ISBN 978-3-290-17666-2.

### Referate
- Gott ist Beziehung, Bewegung und Gemeinschaft. Reflexion über den Kantatentext BWV 176. Es ist ein trotzig und verzagt Ding. Anlässlich der Aufführung in Teufen AR am 24. Mai 2013. J. S. Bach-Stiftung, 2013. DVD, Gallus Media St. Gallen 2014.[6]